# Feigeana socotrana
Feigeana socotrana — вид грибів, що належить до монотипового роду Feigeana.